# Fernando Nicolás Sánchez
Fernando Nicolás Sánchez fue un exfutbolista argentino que se desempeñaba como centrocampista.

## Clubes
| Club        | País      | Año         |
| ----------- | --------- | ----------- |
| Lanús       | Argentina | 1938        |
| River Plate | Argentina | 1939 - 1943 |
| Banfield    | Argentina | 1944 - 1947 |